# Aldo van Eyckbrug
Aldo van Eyckbrug (brug 413) is een vaste brug in Amsterdam-Zuid. 
De vierbaans verkeersbrug met aan weerszijden fiets- en voetpaden, waarover ook nog tramlijn 24 rijdt, is gelegen in de Amstelveenseweg. Zij overspant hier het Zuider Amstelkanaal, waar deze overgaat in de Stadiongracht. Aan de noordoostkant van de brug ligt het Stadionplein. Aan de zuidwestkant van de brug komt het IJsbaanpad op de Amstelveenseweg uit.

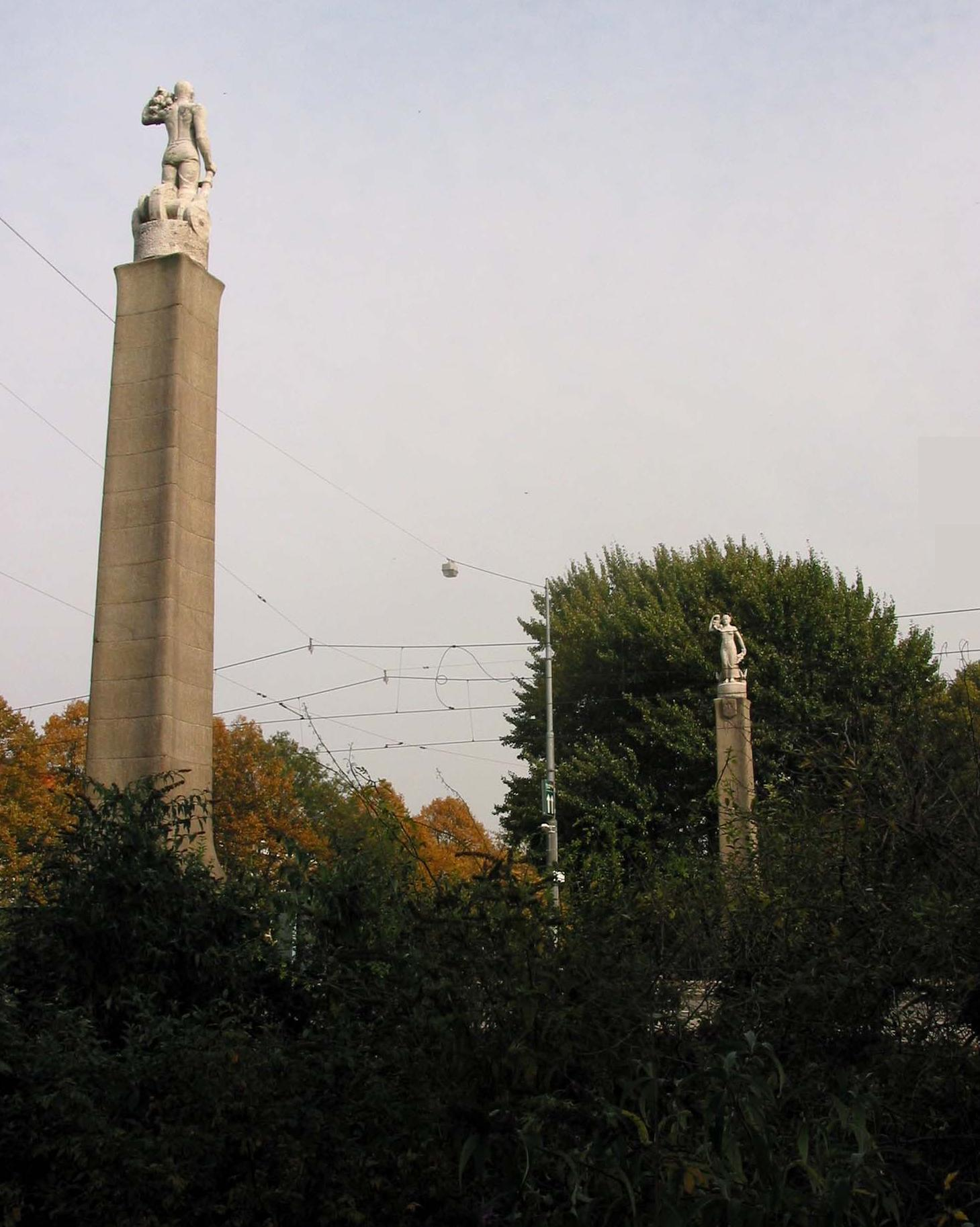
Beelden van Hildo Krop

In 1928 lag hier nog een dijk tussen de twee grachten. In 1934 werd aan Piet Kramer gevraagd een brug te ontwerpen voor deze plaats. De brug werd ingediend als project voor het Werkfonds ter bestrijding van werkloosheid. Kramer had zijn ontwerp in Amsterdamse Schoolstijl, dat hij met Hildo Krop had gemaakt  pas in 1936, want hij wilde een “spectaculaire” nieuwe toegangspoort tot de stad. Let wel, toen de brug gebouwd werd lag aan de zuidzijde nog braakliggend terrein. De financiën waren echter ontoereikend voor het totaalontwerp en er werd aan met name Krop gevraagd om een alternatief. De granieten zuilen waarop de beelden geplaatst zouden moeten worden werden behoorlijk slanker. Zo kwam toch een brug tot stand die alle kenmerken had van de samenwerking van Kramer en Krop. Afwisseling tussen baksteen en graniet, sierlijke smeedijzeren balustrades en zitbanken zijn van Kramer, die ook de omgeving liet voorzien van bomen. Deze worden aangevuld door twee beelden op acht meter hoge sokkels van Krop aan de zuidkant. Aan de zuidwestkant staat een beeld van een moeder met kind op de schouder met een bloesemtak in de hand en vogels aan haar voeten, aan de zuidoostkant een man met fruit op zijn schouder, die een sluishendel bedient. Beide beelden stonden symbool tussen de verbinding (toen nog) platteland en de stad. Het beeld van de vrouw draagt een schild met het oude stadszegel van Amsterdam (met koggeschip), de man het stadswapen met de drie Andreaskruizen. De sokkels moeten de kijker herinneren aan de elders aan de rand van de stad geplaatste banpalen. Het geheel wordt gecompleteerd met een windroos, een geliefd onderwerp van Kramer, aan de noordzijde. De brug draagt het jaartal 1937 in zich, maar er trad vertraging op, de brug was pas een jaar later klaar voor gebruik.
Aan weerszijden aan de zuidkant van de brug staan acht meter hoge sokkels met beelden van Hildo Krop, aan de zuidwestkant een beeld van een moeder met een kind, en aan de zuidoostkant een brugwachter.
Tot 2016 stond de brug officieus te boek als 'Stadionbrug', vernoemd naar het ten noordwesten gelegen Olympisch Stadion, dat in 1938 al tien jaar klaar was. In juli 2016 wilde de gemeente af van officieuze benamingen en liet de bevolking kiezen tussen de officieuze naam officieel maken, een verzoek tot nieuwe vernoeming insturen dan wel de brug anoniem door het leven te laten gaan. Er werd toen voor de laatste optie gekozen. In april 2017 werd voorgesteld  en in juli besloten de brug te vernoemen naar architect Aldo van Eyck, een vernoeming vanwege zijn grote verdiensten voor de architectonische schoonheid van de stad.
<<< · 400 · 401 · 402 · 403 · 404 · 405 · 406 · 407 · 408 · 409 · 410 · 411 · 413 · 414 · 415 · 416 · 417 · 418 · 419 · 420 · 421 · 422 · 423 · 424 · 425 · 427 · 429 · 430 · 431 · 432 · 433 · 434 · 435 · 436 · 437 · 438 · 439 · 440 · 441 · 442 · 443 · 444 · 445 · 446 · 447 · 448 · 449 · 450 · 451 · 452 · 453 · 454 · 455 · 456 · 457 · 458 · 459 · 460 · 461 · 462 · 463 · 464 · 465 · 466 · 469 · 470 · 471 · 472 · 473 · 474 · 475 · 476 · 478 · 479 · 480 · 482 · 483 · 485 · 486 · 487 · 488 · 489 · 490 · 491 · 492 · 493 · 494 · 495 · 496 · 497 · 499 · >>>
Brugnummers 412, 426, 428, 467, 468, 477, 481, 484 en 498 zijn niet (meer) vergeven.